# Famille de Fruence
La famille de Fruence est une ancienne famille noble éteinte au XVe siècle.

## Historique
Le premier membre cité de la famille est Liefredus en 1095,,.
Rodolphe de Fruence est cité comme chanoine, chantre et chancelier épiscopal.
La famille est éteinte depuis le XVe siècle.

## Possessions
La famille possède la seigneurie de Fruence jusqu'en 1296.
L'évêque de Sion a inféodé à la famille de Fruence le quart du domaine de Vassin, soit des terres à La Tour-de-Peilz.

## Hommages
La famille est vassale des seigneurs de Blonay dans la seconde moitié du XIIe siècle. En 1244, la famille prête hommage à Pierre de Savoie.

## Filiation
- N. de Fruence
  - Agnès de Fruence
    - Guillaume
    - Rodolphe

  - Héliéta de Fruence, ép. de Guido Dapifer de Blonay
    - Jordan, chevalier
      - Nicolas